# Prestone

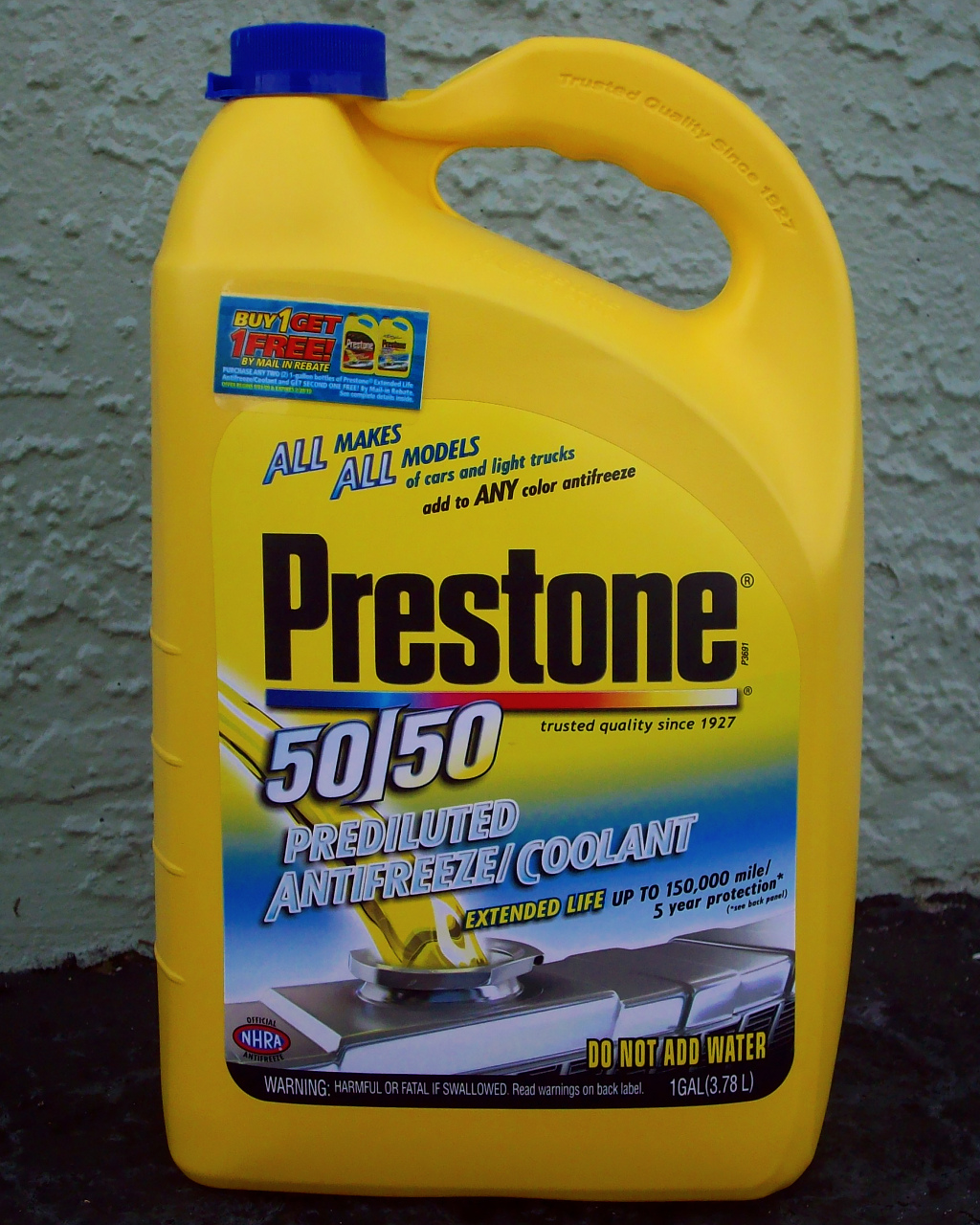
Bidon en plastique Prestone

Prestone est une marque déposée par la compagnie Honeywell et qui désigne, entre autres, une sorte d'antigel. Au Québec, elle est entrée dans le langage courant pour désigner le fluide caloporteur utilisé dans les moteurs d'automobiles. 

## Historique
À l'origine, Prestone était fabriqué par Union Carbide. La marque fut rachetée par AlliedSignal en 1997.